# Kamikaze (tufão)

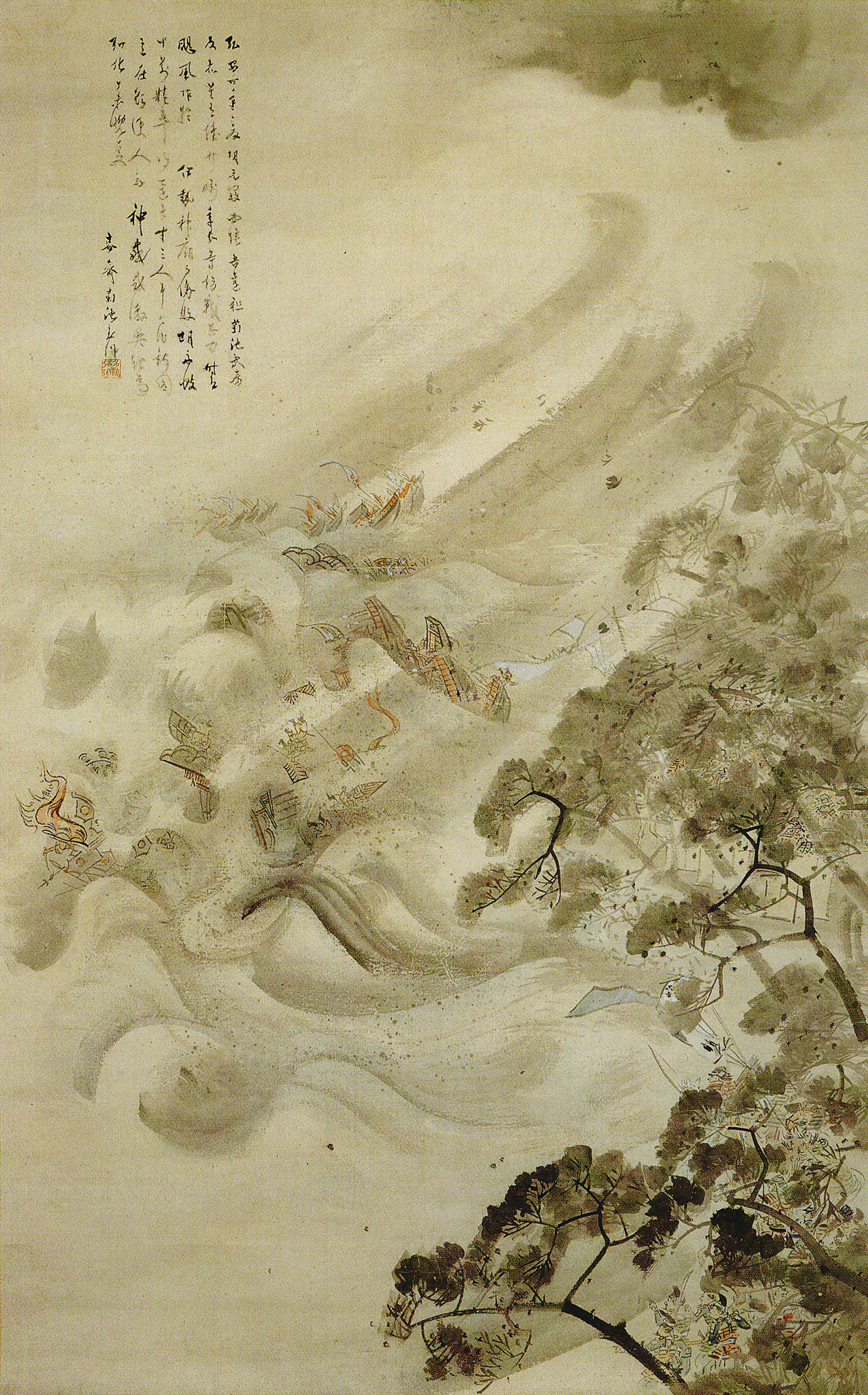
A frota mongol destruída em um tufão, tinta e água em papel, por Kikuchi Yōsai, 1847

Os Kamikaze (神風, japonês para vento divino), foram duas ventanias ou tempestades que acredita-se terem salvado o Japão das tentativas de invasão por duas frotas mongóis sob o comando de Kublai Khan. Tais frotas atacaram o país em 1274 e novamente em 1281. Dada a disseminação do zen budismo entre os samurais daquele tempo, estes foram os primeiros eventos nos quais tufões foram descritos como "vento divino", tanto pelo momento conveniente em que surgiram quanto pela sua força. A partir da Man'yōshū, a palavra kamikaze tem sido usada como uma metáfora poética.

## História
A última frota, composta por "mais de quatro mil navios com quase 140 000 homens", é considerada a maior tentativa de invasão naval da história, cuja escala só foi recentemente eclipsada nos tempos modernos pela invasão do Dia D das forças aliadas na Normandia em 1944.

## Eventos
Na primeira invasão, os mongóis conquistaram com sucesso os assentamentos japoneses nas ilhas de Tsushima e Iki. Quando desembarcaram na baía de Hakata, no entanto, encontraram forte resistência dos exércitos dos clãs samurais e foram forçados a se retirar para suas bases na China. No meio da retirada, eles foram atingidos por um tufão. A maioria de seus navios afundou e muitos soldados morreram afogados.
O primeiro incidente ocorreu no outono de 1274, quando uma frota mongol de 500 a 900 navios transportando 30 000 a 40 000 homens atacou o Japão. Enquanto na Baía de Hakata, Kyushu, um tufão atingiu a frota. Estima-se que 13 000 homens morreram afogados, cerca de um terço dos navios afundou e o restante foi danificado.
Durante o período entre a primeira e a segunda invasão, os japoneses construíram prudentemente muros de dois metros de altura para se protegerem de futuros ataques.
Sete anos depois, os mongóis retornaram. Incapaz de encontrar praias de desembarque adequadas devido às paredes, a frota permaneceu à tona por meses e esgotou seus suprimentos enquanto procurava uma área para pousar. Após meses de exposição às intempéries, a frota foi destruída por um grande tufão, que os japoneses chamavam de "kamikaze" (vento divino). Os mongóis nunca mais atacaram o Japão e mais de 70 000 homens teriam sido capturados.
A segunda frota era maior, compreendendo duas forças com um total estimado de 4 400 navios e 140 000 homens, superando em muito os soldados japoneses, que tinham cerca de 40 000 samurais e outros combatentes. O tufão causou a morte de pelo menos metade dos homens e apenas algumas centenas de embarcações sobreviveram. Após a tempestade, a maioria dos sobreviventes foi morta pelos japoneses. Este evento é considerado "uma das maiores e mais desastrosas tentativas de invasão naval da história".

## Mito
Nos mitos japoneses populares da época, o deus Raijin era o deus que virou as tempestades contra os mongóis. Outras variações dizem que os deuses Fūjin, Ryūjin ou Hachiman causaram o kamikaze destrutivo.

## Como uma metáfora
O nome dado à tempestade, kamikaze, foi mais tarde usado durante a Segunda Guerra Mundial como propaganda nacionalista para ataques suicidas de pilotos japoneses. A metáfora significava que os pilotos seriam o "Vento Divino" que novamente varreria o inimigo dos mares. Esse uso de kamikaze passou a ser o significado comum da palavra em inglês.